# Liste der Landschaftlich Schönen Orte in der Präfektur Fukuoka

Lage der Präfektur Fukuoka

Diese Liste der Landschaftlich Schönen Orte in der Präfektur Fukuoka umfasst Landschaftlich Schöne Orte der japanischen Präfektur Fukuoka. Diese können auf nationaler Ebene durch den Minister für Bildung, Kultur, Sport, Wissenschaft und Technologie oder den Leiter des Amtes für kulturelle Angelegenheiten ausgewiesen werden, sowie auf Präfektur- oder Gemeindeebene. Neben den ausgewiesenen gibt es noch registrierte Landschaftlich Schöne Orte, die begrenztere Unterstützung und Schutz erhalten. Der Schutz und Erhalt der Stätten ist nach dem 1950 in Kraft getretenen Kulturgutschutzgesetz geregelt, welches das „Gesetz zum Erhalt historischer und landschaftlich schöner Stätten und Naturdenkmäler“ (史蹟名勝天然紀念物保存法 Shiseki meishō tennenkinenbutsu hozonhō) von 1919 ablöste.

## Auszeichnungskriterien
Mögliche Auszeichnungskriterien für Landschaftlich Schöne Orte sind:
1. Parks und Gärten
2. Brücken und Dämme
3. Blühende Bäume, blühende Wiesen, Laubfärbung im Herbst, grüne Bäume und andere Orte mit dichtem Bewuchs
4. Orte mit Vögeln, Wildtieren, Fischen, Insekten und anderem
5. Felsen und Höhlen
6. Schluchten, Wasserfälle, Gebirgsbäche, Abgründe
7. Seen, Sümpfe, Feuchtgebiete, schwimmende Inseln, Quellen
8. Sanddünen, Nehrungen, Küsten, Inseln
9. Vulkane, Onsen
10. Berge, Hügel, Hoch- und Tiefebenen, Flüsse
11. Aussichtspunkte

## Legende
- Denkmal: Name des Landschaftlich Schönen Ortes; darunter steht die japanische Bezeichnung
- Lage: Lage des Ortes sowie Koordinaten
- Anmerkungen: Kurze Beschreibung des Ortes sowie eventuelle Anmerkungen zu weiteren Ausweisungen
- Ausweisungs-/Registrierungsdatum: Datum der Ausweisung bzw. Registrierung als Landschaftlich Schöner Ort und zusätzlich bei Besonderen Landschaftlich Schönen Orten in Klammern das Ausweisungsdatum als Besonderer Landschaftlich Schöner Ort
- Typ: Nummer des Auszeichnungskriteriums oder der Auszeichnungskriterien
- Links: Weblink zum Landschaftlich Schönen Ort in der Datenbank der nationalen bzw. präfekturalen Kulturgüter Japans sowie auf den Wikidata-Eintrag (Symbol: )
- Bild: Repräsentatives Bild des Landschaftlich Schönen Ortes und gegebenenfalls einen Link zu weiteren Fotos des Kulturdenkmals im Medienarchiv Wikimedia Commons

## National ausgewiesene Landschaftlich Schöne Orte
Stand 1. August 2019 sind acht Orte auf nationaler Ebene ausgewiesen.
| Denkmal                                                                                  | Lage             | Anmerkungen | Ausweisungsdatum | Typ   | Links | Bild            |
| ---------------------------------------------------------------------------------------- | ---------------- | --- | ---------------- | ----- | ----- | --------------- |
| Ehemaliger Garten der Familie Itō Denemon 旧伊藤傳右エ門氏庭園 Kyū-Itō Denemon-shi teien | Iizuka (Karte)   | Fläche: 7550,68 m²                                                                                                   | 21. Sep. 2011    | 1     |       | weitere Bilder  |
| Ehemaliger Kameishibō-Garten 旧亀石坊庭園 Kyū-Kameishibō teien                           | Soeda (Karte)    | erweitert am 10. März 2020                                                                                           | 7. Feb. 1928     | 1     |       | Bild gesucht BW |
| Garten der Familie Tojima 戸島氏庭園 Tojima-shi teien                                    | Yanagawa (Karte) | | 25. Aug. 1978    | 1     |       | weitere Bilder  |
| Kiyomizu-dera Honbō-Garten 清水寺本坊庭園 Kiyomizudera Honbō teien                       | Miyama (Karte)   | | 2. Apr. 1929     | 1     |       | weitere Bilder  |
| Gyoraku-en 藤江氏魚 Fujie-shi Gyoraku-en                                                 | Kawasaki (Karte) | | 18. Sep. 1978    | 1     |       |                 |
| Garten der Familie Tachibana 立花氏庭園 Tachibana-shi teien                              | Yanagawa (Karte) | erweitert und umbenannt am 21. September 2011                                                                        | 25. Aug. 1978    | 1     |       | weitere Bilder  |
| Wasserstadt Yanagawa 水郷柳河 Suikyō Yanagawa                                            | Yanagawa (Karte) | Kanäle aus der Meiji- bis frühen Shōwa-Zeit; Fläche: 184291,9 m²                                                     | 10. März 2015    | 3, 10 |       | weitere Bilder  |
| Ehemaliger Garten der Kurauchi-Familie 旧藏内氏庭園 Kyū-Kurauchi-shi teien               | Chikujō (Karte)  | Japanischer Garten aus der mittleren Meiji- bis frühen Shōwa-Zeit; erweitert am 9. Februar 2017; Fläche: 13762,83 m² | 10. März 2015    | 1     |       | Bild gesucht BW |

## Auf Präfekturebene ausgewiesene Landschaftlich Schöne Orte
Stand 1. Mai 2019 sind sechs Orte auf Präfekturebene ausgewiesen.
| Denkmal                                                                            | Lage             | Anmerkungen                                             | Ausweisungsdatum | Typ | Links | Bild            |
| ---------------------------------------------------------------------------------- | ---------------- | ------------------------------------------------------- | ---------------- | --- | ----- | --------------- |
| Shiraito-Wasserfall 白糸の滝 Shiraito-no-taki                                      | Itoshima (Karte) | Wasserfall am Kawatsuki auf halber Höhe des Hagane-yama |                  |     |       | weitere Bilder  |
| Sakurai Futamigaura 桜井二見ヶ浦 Sakurai Futamigaura                               | Itoshima (Karte) |                                                         |                  |     |       | weitere Bilder  |
| Hanagurise – Hanazura-Halbinsel 鼻栗瀬及び鼻面半島 Hanagurise oyobi Hanazura-hantō | Shingū (Karte)   |                                                         |                  |     |       | Bild gesucht BW |
| Kenyōbō-Garten 顕揚坊庭園 Kenyōbō teien                                            | Soeda (Karte)    |                                                         |                  |     |       | Bild gesucht BW |
| Garten des Kōmyō-ji 光明寺庭園 Kōmyōji teien                                       | Dazaifu (Karte)  |                                                         |                  |     |       | weitere Bilder  |
| Ishiibō-Garten 石井坊庭園 Ishiibō teien                                            | Sasaguri (Karte) |                                                         |                  |     |       | Bild gesucht BW |

## Auf Gemeindeebene ausgewiesene Landschaftlich Schöne Orte
Stand 1. Mai 2019 sind neun Orte auf Gemeindeebene ausgewiesen.
| Denkmal                                                                                   | Lage             | Anmerkungen | Ausweisungsdatum | Typ | Links | Bild            |
| ----------------------------------------------------------------------------------------- | ---------------- | ----------- | ---------------- | --- | ----- | --------------- |
| Garten des Myōfuku-ji 妙福寺庭園 Myōfukuji teien                                          | Fukuoka (Karte)  |             |                  |     |       | Bild gesucht BW |
| Yūsentei-Garten 友泉亭庭園 Yūsentei teien                                                 | Fukuoka (Karte)  |             |                  |     |       | weitere Bilder  |
| Garten der Ueno-Familie 上野家庭園 Ueno-ke teien                                          | Kurume (Karte)   |             |                  |     |       | Bild gesucht BW |
| Ehemaliger Garten der Familie Minagi Kuroda 旧三奈木黒田家庭園 kyū-Minagi Kuroda-ke teien | Asakura (Karte)  |             |                  |     |       | Bild gesucht BW |
| Yubi-no-Tonogawa 油比の殿川 Yubi-no-Tonogawa                                              | Itoshima (Karte) |             |                  |     |       | Bild gesucht BW |
| Ōzeminō-Park 合瀬耳納公園 Ōzeminō kōen                                                    | Yame (Karte)     |             |                  |     |       | Bild gesucht BW |
| Ike no yama 池の山 Ike-no-yama                                                            | Yame (Karte)     |             |                  |     |       | Bild gesucht BW |
| Muroyama 室山 Muroyama                                                                    | Yame (Karte)     |             |                  |     |       | Bild gesucht BW |
| Tomarisanyasu-Brunnen 泊産安の井戸 Tomarisanyasu-no-ido                                   | Itoshima (Karte) |             |                  |     |       | Bild gesucht BW |

## Registrierte Landschaftlich Schöne Orte
Stand 1. August 2019 sind zwei Orte in der Präfektur auf nationaler Ebene registriert (im Gegensatz zu ausgewiesen).
| Denkmal                                               | Lage            | Anmerkungen | Registrierungsdatum | Typ | Links | Bild            |
| ----------------------------------------------------- | --------------- | ----------- | ------------------- | --- | ----- | --------------- |
| Ōhori-Park 大濠公園 Ōhori kōen                        | Fukuoka (Karte) |             | 6. Feb. 2007        |     |       | weitere Bilder  |
| Garten der Hirada-Familie 平田氏庭園 Hirada-shi teien | Ogōri (Karte)   |             |                     |     |       | Bild gesucht BW |